# Veneen luominen
Veneen luominen (La costruzione della barca) è una composizione incompiuta di Jean Sibelius. L'opera doveva essere un grand opéra, nello stile di L'anello del Nibelungo di Richard Wagner, ma non fu mai completata, perché Sibelius rimase disincantato dalle tecniche compositive di Wagner.

## Storia
Sibelius era della generazione di quei compositori le cui opere si modellavano sui metodi compositivi della fine del XIX secolo. Come altri aveva un grande apprezzamento per Wagner. Ispirato da Wagner, Sibelius si considerava un compositore d'opera e pensava che le opere sarebbero state al centro della sua carriera. Studiava sistematicamente le partiture delle opere di Wagner: Tannhäuser, Lohengrin e La Valchiria. Partecipò anche a uno spettacolo del Parsifal, che lo influenzò fortemente.
Sibelius iniziò quindi a lavorare alla sua opera, dandole il titolo Veneen luominen (La costruzione della barca). Poco dopo il suo entusiasmo per Wagner precipitò e respinse con forza le tecniche compositive di Wagner, sentendo che erano troppo meccaniche e artefatte. Il cigno di Tuonela, ora un popolare brano da concerto, doveva essere il preludio dell'opera.
Poiché aveva perso interesse per la composizione dell'opera, il materiale musicale proveniente dall'incompleto Veneen luominen fu infine utilizzato per la Lemminkäinen Suite (1896) e il poema sinfonico The Wood Nymph (1895).